# Valenti (álbum)
Valenti es el segundo álbum japonés de BoA y fue editado el 29 de enero del 2003. 

## Ventas
El álbum llegó a vender 1,3 millones de copias, convirtiéndose en el álbum japonés más vendido de BoA (excluyendo las ventas en el extranjero). 
También la convirtió en la segunda artista extranjera en sobrepasar el millón de copias vendidas de un álbum en tierras japonesas.

## Lista de canciones
Canciones promocionales están en negrita.
1. VALENTI
2. JEWEL SONG
3. B.I.O
4. 世界の片隅で (Sekai no Katasumi de)
5. 奇蹟 (Kiseki)
6. WINDING ROAD feat. DABO
7. Searching for truth
8. Moon & Sunshine
9. Discovery
10. flower
11. BESIDE YOU －僕を呼ぶ声－ (-boku wo yobu koe-)
12. Feel the same
13. NO.1 (Bonus Track)

- Datos: Q484919